# Calaphidinae
Segundo a classificação das monografias de Roger Blackman e Victor Eastop, Calaphidinae é uma das dez subfamílias da família Aphididae. Inclui cerca de 400 espécies e engloba grupos de outras classificações taxonómicas como os Drepanosiphinae e Thelaxinae.
Quednau, baseando-se na classificação de afídeos proposta por Remaudiere & Remaudiere, dividiu os afídios do grupo drepanosiphine em 12 subfamílias, incluindo os Calaphidinae, (mais Mindarinae, Neophyllaphidinae, Lizeriinae, Israelaphidinae, Taiwanaphidinae, Pterastheniinae, Spicaphidinae, Macropodaphidinae, Saltusaphidinae, Phyllaphidinae e Drepanosiphinae).